# Tischtennis-Bundesliga 1966/67
Die Bundesliga 1966/67 der Männer war die 1. Spielzeit der höchsten deutschen Spielklasse im Tischtennis. Sie trat an die Stelle der vier Oberligen, deren Sieger bis dahin den deutschen Meister ausgespielt hatten. Meister wurde DJK TuSA 06 Düsseldorf.
Die Frauen traten erst ab der Saison 1975/76 in einer eingleisigen Bundesliga an.

## Saison
Es nahmen acht Mannschaften teil. Qualifiziert waren die vier Oberliga-Ersten der vergangenen Spielzeit sowie vier weitere Mannschaften von den 12 Teams, die in den Oberligen die Plätze 2 bis 4 belegt hatten und die restlichen vier Plätze unter sich ausspielten. Meister wurde DJK TuSA 06 Düsseldorf, der TSV Milbertshofen stieg ab und wurde durch die drei Vereine Borussia Düsseldorf, Eintracht Frankfurt und Tennis Borussia Berlin ersetzt, wodurch die Liga zur nächsten Saison auf zehn Mannschaften aufgestockt wurde.

### Abschlusstabelle
| Pl. | Mannschaft                 | Bgn. | Spiele | +/- | Punkte |
| --- | -------------------------- | ---- | ------ | --- | ------ |
| 1   | DJK TuSA 06 Düsseldorf (P) | 14   | 117:71 | +46 | 23:5   |
| 2   | SV Moltkeplatz Essen       | 14   | 120:73 | +47 | 22:6   |
| 3   | VfL Osnabrück (M)          | 14   | 106:74 | +32 | 18:10  |
| 4   | TTC Mörfelden              | 14   | 92:97  | −5  | 13:15  |
| 5   | Post SV Augsburg           | 14   | 96:108 | −12 | 11:17  |
| 6   | 1. FC Saarbrücken          | 14   | 74:107 | −33 | 10:18  |
| 7   | SSV Reutlingen             | 14   | 67:104 | −37 | 9:19   |
| 8   | TSV Milbertshofen          | 14   | 76:114 | −38 | 6:22   |

| Zum Saisonende 1966/67: |                                                   |
|                         | Meister: DJK TuSA 06 Düsseldorf                   |
|                         | Abstieg: TSV Milbertshofen                        |
| Zum Saisonende 1965/66: |                                                   |
| (M)                     | Meister der Vorsaison: VfL Osnabrück              |
| (P)                     | Pokalsieger der Vorsaison: DJK TuSA 06 Düsseldorf |

## Trivia
- Am 10. September 1966 fanden die ersten Begegnungen statt.
- 13.060 Zuschauer wurden in den 56 Mannschaftskämpfen gezählt, d. h. durchschnittlich 233 Zuschauer pro Spiel. Den Rekord mit 900 Zuschauern hielt das Spitzenspiel SV Moltkeplatz Essen gegen DJK TuSA 06 Düsseldorf.
- Die Meistermannschaft DJK TuSA 06 Düsseldorf: Eberhard Schöler, Dieter Forster, Hans-Jörg Offergeld, Franz-Walter Beyss, Helmut Diekers, Albert Paessens, Herbert Dombrowski
- Erfolgreichster Spieler der Saison war Eberhard Schöler, der nur gegen Martin Ness verlor.
- Die Partie Post SV Augsburg gegen SSV Reutlingen wurde wiederholt, weil Reutlingen gegen den ursprünglichen Spieltermin erfolgreich protestiert hatte.